# Was es gibt
Was es gibt (Originaltitel: On what there is) ist eine der meistrezipierten wissenschaftlichen Publikationen des US-amerikanischen Philosophen Willard Van Orman Quine und damit gleichzeitig einer der wichtigsten der Analytischen Philosophie. Der Text erschien zuerst 1948 in der Zeitschrift Review of Metaphysics und 1953 in dem Sammelband Von einem logischen Standpunkt (From A Logical Point of View).
Die besondere Bedeutung dieses Aufsatzes liegt unter anderem darin, dass Quine traditionelle philosophische Probleme, die in der metaphysik-feindlichen Frühphase der Analytischen Philosophie noch als Scheinprobleme abgetan worden waren, neu stellt. Insbesondere zählt dazu der mittelalterliche Universalienstreit, den Quine auf eine aktuelle Diskussion in der Philosophie der Mathematik projiziert. Die Grundfrage der Ontologie bringt Quine auf die wohl kürzestmögliche Formulierung: „Was gibt es?“ und gibt gleich auch die bündigste Antwort: „Alles“. Daneben widmet sich Quine dem Problem der Nichtexistenz und liefert einen Beitrag zur philosophischen Debatte der Eigennamen. Quines Lösungsansätze sind dabei der Philosophie der idealen Sprache verpflichtet: Das Instrumentarium der formalen Logik wird zur Sprachkritik verwendet. Die herausragende Bedeutung des Aufsatzes ergibt sich weiterhin daraus, dass darin der einflussreiche Begriff der ontologischen Verpflichtung (ontological commitment) eingeführt und in diesem Zusammenhang der Slogan geprägt wird „Zu sein bedeutet, der Wert einer gebundenen Variable zu sein.“

## Inhalt

### Das Problem der Nichtexistenz
Quine widmet sich zunächst dem Problem der Nichtexistenz. Was bedeutet es beispielsweise, dass Pegasus nicht existiert? Es scheint, dass Pegasus bereits existieren muss, denn welchem Ding wird sonst hier die Existenz abgesprochen? Dieses Problem nennt Quine „Platons Bart“.
Das Problem wird insbesondere relevant bei einem ontologischen Disput, bei dem es um die Anerkennung oder Nicht-Anerkennung bestimmter Entitäten geht (siehe auch Reduktionismus). Aufgrund Platons Bart scheint die negative Seite, welche die Entitäten nicht anerkennt, bereits im Nachteil, wenn es an die Formulierung der Differenz geht: Sagt sie, dass es bestimmte Dinge gibt, welche die andere Seite anerkennt und sie nicht, so hat sie sich bereits selbst widersprochen.
Quine untersucht verschiedene Arten, wie nicht-existente Entitäten wie Pegasus eine Art „reduzierte“ Existenz (gelegentlich Subsistenz genannt) haben können, damit ihnen im nächsten Schritt die volle Existenz abgesprochen werden kann. Eine Möglichkeit besteht darin, dass Pegasus eine Idee im Geist darstellt. Bei gewöhnlichen, existierenden Dingen wie etwa dem Parthenon besteht aber ein großer Unterschied zwischen dem Ding selbst und seiner Idee (beispielsweise kann man Dinge anfassen, Ideen nicht), insofern ist nicht einzusehen, wieso bei nicht-existierenden Dingen die Idee als Ersatz für das Ding selbst dienen könnte.
Eine andere Art der reduzierten Existenz ist die einer „nicht-aktualisierten Möglichkeit“. Diese Theorie behauptet, dass Gegenstände, die es nicht gibt, die es aber geben könnte in einem eingeschränkten Sinne als mögliche Gegenstände existieren. Quines Einwand gegen diese neue Art der Gegenstände beruft sich zum einen auf Ockhams Rasiermesser: Ihre Annahme vervielfacht den Bereich der existierenden Dinge auf unnötige Weise. Daneben führt er aus, dass sie ihr Ziel nicht erreichen: Zwar liefern diese möglichen Gegenstände eine Analyse für logische Aussagen wie „Pegasus existiert nicht“, sie versagen jedoch bei Aussagen wie „die runde quadratische Kuppel von Berkeley existiert nicht“, denn selbige ist nicht einmal ein möglicher, sondern ein unmöglicher Gegenstand. Die Idee, kontradiktorische Ausdrücke wie „die runde quadratische Kuppel“ als sprachphilosophisch sinnlos anzusehen, verwirft Quine: Dann wäre die Beweistechnik des indirekten Beweises (Reductio ad absurdum) nicht länger zulässig, denn bei dieser Beweismethode müssen widersprüchliche Annahmen gemacht werden.
Nachdem Quine die Unannehmbarkeit von diesen Theorien einer reduzierten Existenz gezeigt hat, präsentiert er seine eigene Lösung des Problems der negativen Existenzaussagen. Er beruft sich dabei auf Bertrand Russells Kennzeichnungstheorie: Nach dieser ist die Aussage: „Die runde quadratische Kuppel von Berkeley existiert nicht“ zu analysieren als: „Es gibt entweder kein oder mehr als ein Ding (die Kuppel von Berkeley), das rund und quadratisch ist“. Der Vorteil dieser Analyse ist, dass der Ausdruck „die runde quadratische Kuppel“, der auf ein Individuum zu referieren scheint (wobei sich die Frage stellt, welches Individuum das sein soll), aus dem Satz verschwunden ist. Russells Theorie ist aber nur auf Kennzeichnungen, also Ausdrücke der Form „der/die/das A“ anwendbar, nicht auf Eigennamen wie „Pegasus“. Quines Vorschlag lautet diesbezüglich, Eigennamen in Kennzeichnungen umzuwandeln, gegebenenfalls durch Einführung von Ad-hoc-Prädikaten wie „pegasiert“. Pegasus wäre also „das Ding, das pegasiert“.

### Ontologische Verpflichtungen
Eine durchgehende Elimination von Eigennamen (und eine Behandlung der entstehenden Kennzeichnungen im Sinne von Russell) hat den Vorteil, dass die Existenz von Gegenständen nicht länger implizit durch die Verwendung von Namen vorausgesetzt (Präsupposition), sondern explizit behauptet werden muss. Werden die so entstandenen Sätze in eine prädikatenlogische Notation übertragen, so werden diese Existenzbehauptungen mittels Quantoren und der durch diese gebundenen Variablen ausgedrückt.
Ist eine Menge von Behauptungen gegeben, so kann von der Gesamtheit der Individuen gesprochen werden, deren Existenz vorausgesetzt werden muss, wenn die behaupteten Aussagen wahr sind. Diese Individuen bilden nach Quine die so genannten ontologischen Verpflichtungen (ontological commitments), die wir mit den Behauptungen eingehen. So ist Quines Aussage derart zu verstehen, dass sich unsere ontologischen Verpflichtungen von unserem Gebrauch von durch Quantoren gebundenen Variablen herleiten. Eine ontologische Verpflichtung zu einer bestimmten Entität besteht dann, wenn diese Entität zu den Werten gezählt werden muss, die eine der Variablen annehmen kann – gesetzt den Fall, dass die in Frage stehenden Behauptungen wahr sind.
Quines Vorgehen kann als typisch für die Philosophie der idealen Sprache gelten: Aussagen der Alltagssprache werden in eine formale Sprache, die sogenannte kanonische Notation übersetzt, um ihren logischen Gehalt transparent zu machen. Wenn es dabei gelingt, Eigennamen aufzulösen, stellen selbige ein irreführendes Merkmal der Alltagssprache dar.

### Das Universalienproblem
In seinem Aufsatz befasst sich Quine auch mit einer Anwendung seiner allgemeinen Aussagen über Ontologie, nämlich mit dem Universalienproblem, also der Frage, ob es abstrakte Gegenstände gibt. Ein Befürworter abstrakter Entitäten könnte argumentieren, dass rote Häuser und Sonnenuntergänge etwas gemeinsam haben, und diese Gemeinsamkeit ist ein abstrakter Gegenstand, die Farbe Rot. Für Quine ist die Rede von der Gemeinsamkeit jedoch nur eine irreführende Ausdrucksweise, die Tatsache, dass sowohl Häuser als auch Sonnenuntergänge rot sind, hält er für irreduzibel und behauptet, dass „okkulte“ Gegenstände wie die Farbe Rot auch keine bessere Erklärung für diese Tatsache abgeben.
Einen weiteren Kandidaten für abstrakte Gegenstände hält Quine ebenfalls für entbehrlich: Bedeutungen. Es gebe nur zwei Kontexte, in denen sinnvoll von Bedeutungen die Rede sei: bei der Frage, ob ein Ausdruck Bedeutung habe und bei der Frage, ob zwei Ausdrücke die gleiche Bedeutung haben. Statt der ersten Frage könne man jedoch auch die Frage stellen, ob ein Ausdruck bedeutsam (significant) sei, statt der zweiten, ob zwei Ausdrücke synonym seien (dem zweiten Problem widmet sich unter anderem Quines Aufsatz Zwei Dogmen des Empirismus). In keinem Falle sei es notwendig, eigenständige Dinge, genannt Bedeutungen, anzunehmen.
In der Philosophie der Mathematik sei laut Quine der alte Universalienstreit um die Existenz der abstrakten Gegenstände wiederaufgeflammt, tatsächlich ließen sich sogar die drei klassischen Positionen heute wiederfinden:
- Der Universalienrealismus, also die Theorie, dass abstrakte Gegenstände real sind, ließe sich mit dem Logizismus Gottlob Freges, Bertrand Russells und Rudolf Carnaps identifizieren. Frege nimmt beispielsweise ein unabhängiges Reich der mathematischen Ideen an, das vom Menschen entdeckt wird.
- Konzeptualismus, also die Auffassung, dass die abstrakten Gegenstände im Geiste des Menschen existieren, finde seine Entsprechung in dem von Henri Poincaré, Luitzen Egbertus Jan Brouwer und anderen vertretenen Intuitionismus beziehungsweise Konstruktivismus – also in der Auffassung, dass mathematische Objekte nur in dem Maße real sind, wie sie sich vom Menschen konstruieren lassen.
- Die Ansicht, dass abstrakte Gegenstände nur in der Sprache existieren, der Nominalismus also, sei mit dem Formalismus David Hilberts gleichzusetzen, der behauptet, die Mathematik sei nur ein Spiel mit bedeutungslosen Symbolen.

### Die Behandlung eines ontologischen Dissens
Am Ende seines Aufsatzes macht Quine einige allgemeine Aussagen darüber, wie ein ontologischer Dissens, also eine Auseinandersetzung über die Anerkennung beziehungsweise Nicht-Anerkennung gewisser Entitäten, geführt werden soll. Quine plädiert für den „semantischen Aufstieg“ (semantic ascent): Statt der fraglichen Entitäten selbst sollten die Aussagen, in denen von den Entitäten die Rede ist, thematisiert werden. Zum einen könne damit das zuvor erwähnte Problem „Platons Bart“ umgangen werden, zum anderen ließe sich so eher eine gemeinsame Grundlage finden, von der ausgehend argumentiert werden könne.
Bei der Frage, welche von zwei konkurrierenden Ontologien zu wählen ist, schlägt Quine als Entscheidungskriterium Einfachheit, also das bereits angesprochene Ockham’sche Rasiermesser vor. Allerdings sei Einfachheit keine sehr klare und eindeutige Idee. Quine demonstriert dies anhand der beiden Standpunkte Phänomenalismus und Physikalismus in Bezug auf das Problem der Außenwelt: Geht es um die Wiedergabe unmittelbarer Erlebnisse, sind Sinnesdaten die einfachsten und grundlegendsten Objekte („Ich habe hier und jetzt die Empfindung von etwas Rundem, Glänzendem“). Doch die Annahme externer physikalischer Gegenstände vereinfacht das Bild insofern als eine große Menge von verteilten Objekten so zu einem einzelnen Gegenstand zusammengefasst werden können (verschiedene Empfindungen von etwas Rundem und Glänzendem werden zum Beispiel zu einer Münze vereinigt). In diesem Zusammenhang zeigt Quine sich als Pragmatiker: Welchen der beiden Standpunkte wir einnehmen, ist letzten Endes von unseren Interessen und Zwecken abhängig.